# Vulci
Vulci ali Volci (etruščansko Velch, Velx, odvisno od uporabljene romanizacije) je bilo bogato in pomembno etruščansko mesto.
Kot je zapisal George Dennis: Vulci je mesto, čigar ime se je ... komaj spominjalo, a zdaj, zaradi ogromnih zakladov iz antike, ki jih je prineslo, se dviga nad vsako drugo mesto starodavnega sveta.
Danes je mogoče videti veliko izjemnih ostankov mesta.
Vulci leži blizu obale Tirenskega morja, približno 80 km severozahodno od Rima, ob reki Fiori, med krajema Montalto di Castro in Canino.
Kot drugi Etruščani, so postali mojstri kiparji v bronu, kot so jih priznali antični pisatelji.  Čeprav je večina velikih bronastih kipov izgubljena, so ohranjeni nekateri čudoviti primeri, kot so Himera iz Arezza in Kočija iz Monteleoneja, verjetno izdelana v Vulciju. 
V 19. stoletju so v Vulciju odkrili na tisoče antičnih grobov, številni pa so postali tako znani in spektakularni, kot je Grobnica Sonca in Lune, da so bili vključeni v Grand Tour Europe. V teh grobnicah so našli več atiški vaz kot kjer koli drugje na antičnih najdiščih  (vsaj do leta 1850), mnoge od teh mojstrovin in etruščanski bron pa so našli svojo pot v glavne muzeje sveta, kjer jih je mogoče videti danes.
Kljub tem odkritjem je bila večina teh grobov kasneje pozabljena in izgubljena.

## Zgodovina
Vulci so bili pleme ali ljudstvo, ki so dali svoje ime mestu in so bili med legendarnimi dvanajstimi narodi etruščanske civilizacije, ki so kasneje oblikovali décecapolis - Etruščansko zvezo, da bi zaščitili svoje interese.
Čeprav je bilo bogato, veličastno in so bili prebivalci Vulcija med prvimi etruščanskimi mesti, se ga le redko omenja v antični literaturi ali drugih besedilih, ker so bila ta za nekatera obdobja izgubljena; zato se lahko zgodovina Vulcijev rekonstruira predvsem iz arheologije.
V villanovanskem obdobju je bilo bogastvo kovinskih virov v hribih Colline Metallifere pomembno pri razvoju trgovine, zlasti s Sardinijo. Najpomembnejše odkritje, ki priča o stiku med Etruščani in Sardinci v tem obdobju, je bila grobnica sardinskega brona odkrita leta 1958 v nekropoli Cavalupa, iz obdobja 850 do 800 pr. n. št., sardinske ženske visokega stanu. Med grobnimi pridatki je veličasten bronasti kip bojevnika, ki je zdaj v Narodnem etruščanskem muzeju v Villa Giulia. Na Sardiniji so našli tudi številne villanovanovanske fibule. 
Širitev Vulcijev v orientaliziranem obdobju v 8. stoletju pr. n. št. je zaznamovana z začetkom proizvodnje bronastih predmetov, kot so pokrite žare v obliki hiše ali stožca, prvi pa se je v Grčiji pojavil konec stoletja.
7. stoletje predstavlja grobnica bronastega voza in iz kasnejših obdobij mnogi iz sredozemskih trgov uvoženi dragoceni in prefinjeni izdelki, ki kažejo na rast bogastva in kulture Vulcijev. Mnogi Grki so prišli v Vulci, kot kaže izdelava in trgovina s fino keramiko (npr. bukero – oblika pivskega vrča), bron in zlato.
Zlata doba vpliva in bogastva je bila v 6. stoletju pred našim štetjem, ko so vladali nad mesti Orbetello, Saturnia, Sovana, Castro, Pitigliano in Marsiliana. Postali so središče uvoza rafinirane atiške keramike, dragocenega orientalskega balzama, čudovitih draguljev najbolj nenavadnih oblik, da bi zadovoljili svoje bogate državljane, kar dokazujejo številne mojstrovine grške in etruščanske umetnosti iz grobov v narodnih muzejih. V zameno so izvažali svoje bogastvo po Sredozemlju: keramiko, bron in vino.
Izvorno pristanišče Vulcija je bilo pristanišče na reki Fiori, vendar je zaradi širitve trgovine nastalo večje obalno pristanišče pri Regisvilli (ali Regae)  in postalo glavna pomorska sila, čeprav je bilo nekaj milj gorvodno po reki, podobno kot je Rim.
Etruščani so bili soustanovitelji Rima in so še naprej prevladovali. Vulci je imel nekaj vpliva na zgodnji Rim, saj so bili Servij Tulij in brata Vibenna (Caile in Avle Vipinas) iz Vulcija. Njihova imena in slike se pojavijo na freski v Françoisovi grobnici. Ko je prebivalstvo v Rimu postalo pretežno italsko, so bili etruščanski kralji odstavljeni.
V času krize v drugi polovici 5. stoletja se zdi, da je Vulci doživel novo širitev v 4. stoletju, ko so zgradili velike grobnice, kot je Françoisova grobnica.
Rimsko-etruščanske vojne so trajale mnogo let, preden so Rimljani prevzeli nadzor nad Etrurijo. Etruščani so bili dobro utrjeni na jezeru Vadimo v letih 310 in 283 pr. n. št.  Kljub temu pa je bil Vulci dovolj močan, da se je še naprej upiral, dokler ga Tiberius Coruncanius v letu 280 pr. n. št. ni prevzel  in na njegovem ozemlju ustanovil kolonijo Cosa. Rimljani so zasedli obalo in odrezali Vulci od njihove moči in mesto je začelo nazadovati. Med vojno se je etruščanska zveza razdrla in Etruščani so bili kmalu asimilirani.

### Rimsko obdobje
Zdi se, da Vulci ni bil zelo pomemben v preostalem rimskem obdobju, čeprav so Rimljani skozenj leta 240-ih pr. n. št. zgradili Via Aurelio. Vendar pa bogate in impresivne zgradbe v mestu segajo v to obdobje. Ohranjeni miljnik kaže oddaljenost od Rima kot 70 milia passum (milj). Cesta zunaj severnih vrat je bila verjetno pod Trajanovim nadzorom saj se je nadaljevala v dobrem stanju.
Kasneje je Vulci postal sveti sedež. Končna opustitev se zdi, je bil v 8. stoletju n. št.

## Najdišče
Nedavna izkopavanja odkrivajo veliko več informacij o zgodovini in pomembnosti mesta. 

### Nekropola
Nekdanje bogastvo mesta so pokazala odkritja v 18. stoletju v obsežni nekropoli  - grške vaze, bron in drugi ostanki. V teh grobnicah so našli več atiških vaz kot kjer koli drugje v antičnih najdiščih. Veliko najdb so prodali najditelji, mnoge pa so se znašle v glavnih muzejih sveta, kjer jih je mogoče videti danes.
V 18. in 19. stoletju je bilo veliko grobnic že zelo dobro znanih in spektakularnih in so bile vključene v Grand Tour. Večina teh grobnic je bila kasneje pozabljena in izgubljena, razen grobnice Cuccumella, največjega tumulusa v celotni Etruriji.
Presenetljive freske iz Françoisove grobnice , odkrite leta 1857, prikazujejo grške in etruščanske mite in veljajo za najbolj slavne in so zdaj v zasebnem muzeju Villa Albani v Rimu. Druga pomembna grobna komora, tako imenovana Izidina grobnica, se je izkazala za bogat vir najdb, večina jih je zdaj v Britanskem muzeju . Lepe freske helenistične grobnice Bell-Ringersa so ohranjene v Arheološkem muzeju v Firencah.
Nedavna izkopavanja so razkrila večje in spektakularne grobnice, kot je Grobnica srebrnih rok. 

### Mestno obzidje
Obzidje je bilo zgrajeno v prvi polovici 4. stoletja pr. n. št. še pred vojnami z Rimljani in je bilo okoli 6,5 km dolgo. Več delov je mogoče videti.
Zdaj so izpostavljena tri impresivna in močna obrambna vrata od petih izvirnikov. Ostanki severnih vrat kažejo mogočno obrambno strukturo. Na zahodni zunanji strani je bil odkrit votivni jarek, ki je bil bogat z materialom, ki je dokumentiral kult, povezan s plodnostjo, ki je potekal od helenistične dobe do konca prvega stoletja. V bližini jarka so v skalnati breg izklesani grobovi. Nedaleč so vidne, križno povezane stavbe, ki jih je še treba raziskati.
Zahodna vrata so izhodišče Decumanus Maximus, dobro ohranjene ceste vzhod-zahod v mestu, tlakovane z vulkanskim kamnom.

### Villa Kriptoportik
Ob decumanu je območje, ki ga zaseda velik stanovanjski kompleks. Pred prvo zgradbo, velikim domusom severno od dekumana, sledi niz manjših pravokotnih prostorov, morda delavnic (tabernae), ki gledajo na glavno ulico. Med njimi se odpreta dva vhoda v vile (ali domus) kriptoportika, tako imenovane zaradi nenavadnih in impresivnih podzemnih sob (kriptoportik pomeni dobesedno portik, delno pod zemljo in je bil uporabljen v rimski arhitekturi za izgradnjo teras ali pokritega trga). To je velika in razkošna zasebna rezidenca zgrajena v klasičnem slogu plemenitih rimskih hiš (domus z atrijem in peristilom). Njena najzgodnejša faza je bila pozno 2. in prvo 1. stoletje pred našim štetjem, v Avgustovem obdobju pa je bila večkrat prenovljena. V poznih antiki je bil domus delno ponovno uporabljen. Kasneje je bilo območje zapuščeno in se je uporabilo kot pokopališče.
Velik glavni vhod vodi v ogromen atrij, okoli katerega so urejene različne sobe, razdeljene v spalnice (cubicula) in bivalne prostore (triclinia). Drugi vhod vodi v dvorišče s fontano v središču, kar je posledica preoblikovanja prvotnega majhnega preddverja, verjetno v poznem 1. stoletju. To vodi do glavnega lobija in nato pravokotnega peristila, ki ga obdajajo stebri na vseh štirih straneh. Na severovzhodnem vogalu peristila so stopnice, ki omogočajo dostop do zgornjega nadstropja, ki se je izgubil. Bogat talni mozaik iz prve faze domusa je še vedno ohranjen; mozaiki dveh prostorov, ki se odpirajo na verando segajo v Avgustovo dobo. Veranda gleda na apsidalni nimfej z bazenom, verjetno zgrajenim v imperialnih časih.
V severozahodnem delu so termalne kopeli, ki so se ob predelavi zmanjšale s štirih na tri sobe. Sestavljen je iz garderobe (apodyterium), turške kopeli (laconicum) in prostora za vročo vodno kopel (calidarium), prekrite z nedotaknjenimi mozaičnimi tlemi nad stebri iz opek, ki omogočajo kroženje vročega zraka. Območja, ki so južno od kopališč, so bila splošni sektor za servisiranje, bila so neposredno povezana z decumanusom z ožjo zasebno cesto.
Podzemni del hiše, kriptoportik, je dostopen preko koridorja vzhodno od peristila, ki ga pokriva dobro ohranjen obok. Podzemno okolje je bilo prezračeno in osvetljeno z 18 okni, ki so se odpirala na višini vrta. Funkcija podzemnega kompleksa je bila predvsem ohranjanje pridelkov, kot so vino in olje, ki so potrebovali primerno okolje.
Ob severozahodni strani domusa je vrsta sob, ki so bile verjetno zgrajene v helenistični dobi. Gre za kompleks dveh ali več stavb še vedno negotovega datuma in uporabe. Odlikuje jih prisotnost kanalizacije, različnih tlakov, uporaba opeke in lokalnega kamna.

### Rimski slavolok Publiusa Sulpiciusa Mundusa
Leta 2003 so bili na Decumanu na zahodni strani rimskega foruma odkriti temelji triumfalnega loka. Najdeno je bilo veliko fragmentov, ki so omogočili rekonstrukcijo in tudi dolg napis posvečen Publiusu Sulpiciusu Mundusu, ki je bil okoli 100. let dvajsetega stoletja rimski senator.

### Tempelj
Tempelj ima tloris 36,5 x 24,5 m. Imel je kolonado na vseh štirih straneh, ki se je spredaj dvignila s štirimi dodatnimi stebri; pred njimi je bilo osrednje stopnišče. Tempelj razkriva vsaj dve fazi izgradnje; najstarejša (pozno 6. stoletje pr. n. št.) je imela številne arhitekturne terakote z jonskimi stebri. V zgodnji rimski cesarski dobi je bil tempelj obnovljen, zamenjani so bili leseni elementi s travertinom in rimskim betonom (opus caementicium). Mnogi elementi, ki so se zrušili, so vidni okoli spomenika, tudi del arhitrava z napisom.

### Poznorimska bazilika
Na južni strani decumana je pravokotna stavba, za katero se verjame, da je pozna rimska bazilika. Originalno z zatrepno streho, je imela majhno apsido in v zidovih prikazuje kombinacijo gradbenih tehnik (zlasti na vzhodu), kot so opus reticulatum in opus incertum (poligonalni, klesani kamniti bloki vezani z malto ali rimskim betonom).

### Ponte dell'Abbadia
Ponte dell'Abbadia [17] nad reko Fiori je rimski most z glavnim lokom razpona 20 metrov in 30 metrov nad reko in je bil zgrajen kot etruščanski most (oporniki iz tufa so zelo verjetno etruščanski, saj so očitno stebri prvotnega mostu). Nosil je antično cesto, Rimljani pa so vanj vključili akvadukt, ki je pripeljal v Vulci iz oddaljenosti približno 1,5 km. Poplava akvadukta, ko je postal ruševina, je povzročila »zaveso stalaktitov«.
Voda še vedno teče iz akvadukta v vrtove sosednjega Castello dell'Abbadia.
Na lokaciji je tudi mitrej.

## Muzej
Muzej Vulci je v Castello dell'Abbadia, v katerem je bogata zbirka najdb.